# CherryPy
CherryPy (/ˈʧɛɹi paɪ/
«ЧерриПай», игра слов: англ. cherry pie — «вишнёвый пирог») — объектно-ориентированный веб-фреймворк, написанный на языке программирования Python. Спроектирован для быстрой разработки веб-приложений для сети Интернет. Представляет собой надстройку над HTTP-протоколом, но остаётся на низком уровне и не выходит за рамки требований RFC 2616.
CherryPy может выступать в качестве самостоятельного веб-сервера или работать под управлением другого серверного приложения, поддерживающего протокол WSGI. CherryPy не занимается такими задачами, как обработка шаблонов для вывода данных, доступ к базе данных, авторизация пользователя. Фреймворк расширяется за счёт фильтров, простых интерфейсов, состоящих из семи функций, которые вызываются в определённых точках процесса обработки запросов/ответов.
CherryPy является главным компонентом TurboGears.

## «Pythonic style»-интерфейс
Одной из целей основателя проекта Реми Делона было сделать CherryPy максимально соответствующей принципу «pythonic style». Это позволило разработчикам использовать фреймворк как любой обычный модуль Python и не думать об особенностях веб-программирования.
Для примера, так выглядит стандартный Hello World в СherryPy 3:
```
import
 
cherrypy

class
 
HelloWorld
(
object
):

    
@cherrypy
.
expose

    
def
 
index
(
self
):

        
return
 
"Hello World!"

cherrypy
.
quickstart
(
HelloWorld
())

```